# Callophrys immaculatum
Callophrys immaculatum är en fjärilsart som beskrevs av Fuchs. Callophrys immaculatum ingår i släktet Callophrys och familjen juvelvingar. Inga underarter finns listade i Catalogue of Life.